# Ortogersdorffita
L'ortogersdorffita o gersdorffita-Pca21 és un mineral de la classe dels sulfurs.

## Característiques
L'ortogersdorffita és un sulfur de fórmula química NiAsS. Cristal·litza en el sistema ortoròmbic. Es tracta d'una espècie aprovada per l'Associació Mineralògica Internacional, i publicada el 1982.
Fins al mes de setembre de 2022 es coneixia principalment com gersdorffita-Pca21, rebent llavors el nom actual degut a les noves directrius aprovades per la CNMNC per a la nomenclatura de polimorfs i polisomes.

## Formació i jaciments
Ha estat descrita a tan sols tres indrets de tot el planeta: Lichtenberg, al districte de Hof (Baviera, Alemanya), i a les mines Garson i Crean Hill, totes dues al districte de Sudbury (Ontario, Canadà). Aquests tres indrets són els únics de tot el planeta on ha estat descrita aquesta espècie mineral.